# Paradigm Entertainment
Paradigm Entertainment est un studio de développement de jeux vidéo américain installé à Carrollton. Avant de concevoir des jeux vidéo, Paradigm développait des simulateurs de vol pour l'armée américaine. Paradigm fut racheté par Infogrames/Atari en 2000 et revendu à THQ en 2006, puis fermé en 2008.

## Liste des jeux
- 2007 — Juiced 2: Hot Import Nights (PlayStation 3 / PlayStation Portable / PC)
- 2007 — Stuntman: Ignition (Xbox 360 / PlayStation 3 / PlayStation 2)
- 2006 — Battlezone (PlayStation Portable)
- 2004 — Terminator 3: The Redemption (PlayStation 2 / Xbox / GameCube)
- 2003 — Mission: Impossible: Operation Surma (PlayStation 2 / Xbox / GameCube)
- 2002 — Big Air Freestyle (GameCube)
- 2002 — Terminator : Un autre futur (The Terminator: Dawn of Fate) (PlayStation 2 / Xbox)
- 2001 — MX Rider (PlayStation 2)
- 2001 — Spy Hunter (PlayStation 2)
- 2000 — Duck Dodgers Starring Daffy Duck (Nintendo 64)
- 2000 — Indy Racing 2000 (Nintendo 64)
- 1999 — Beetle Adventure Racing (Nintendo 64)
- 1999 — F-1 World Grand Prix II (Nintendo 64, Europe)
- 1998 — F-1 World Grand Prix (Nintendo 64)
- 1997 — Aero Fighters Assault (Nintendo 64)
- 1996 — Pilotwings 64 (Nintendo 64)